# Astrogeology Research Program
El Centre de Ciències d'Astrogeologia és l'entitat de l'Estudi Geològic dels Estats Units dedicada a l'estudi de la geologia planetària i la cartografia planetària. Es troba a l'edifici Shoemaker de Flagstaff, Arizona. El Centre va ser establert el 1963 per Eugene Merle Shoemaker per proporcionar mapes geològics lunars i ajudar en la formació d'astronautes destinats a la Lluna com a part del programa Apollo.
Des del seu inici, el Centre de Ciències de l'Astrogeologia ha participat en el processament i anàlisi de dades de diverses missions als cossos planetaris del sistema solar, ajudant a trobar possibles llocs d'aterratge per a vehicles d'exploració, cartografiant els nostres planetes veïns i les seves llunes i realitzant investigacions per millorar comprendre els orígens, les evolucions i els processos geològics que operen en aquests cossos.

## Els inicis
Gene Shoemaker va fundar el programa d'investigació en astrogeologia el 25 d'agost de 1960. El programa d'investigació va començar com a Grup d'Estudis Astrogeològics al centre d'estudis geològics dels Estats Units a Menlo Park, Califòrnia. El programa de recerca es va traslladar a Flagstaff, Arizona (a partir del desembre del 1962 i finalitzat el 1963). Flagstaff va ser escollit com a ubicació a causa de la seva proximitat amb el cràter Meteor i els cràters i colades volcàniques del camp volcànic de San Francisco. El doctor Shoemaker es va retirar de l'USGS el 1993. Va romandre amb l'estatus d'emèrit a l'USGS i va mantenir una afiliació a l'Observatori Lowell fins a la seva mort en un accident de trànsit a Austràlia el 1997.
Gene va participar en els programes Lunar Ranger and Surveyor i va continuar amb els programes Apollo tripulats [es necessita una cita]. Va culminar els seus estudis lunars el 1994 amb noves dades sobre la Lluna del Projecte Clementina, del qual era el líder de l'equip científic. Gene va col·laborar estretament amb la seva dona, Carolyn, una astrònoma planetària. El descobriment del cometa Shoemaker-Levy (que va impactar a Júpiter el 1994) amb el company David Levy, els va guanyar fama mundial. Aquest va ser només un dels grans èxits de Gene.
A partir del 1963, el Centre de Ciències de l'Astrogeologia va tenir un paper important en la formació d'astronautes destinats a explorar la superfície lunar i en el suport a la prova d'equips tant per a missions tripulades com no tripulades.
Com a part de la formació dels astronautes, els geocientífics de l'USGS i la NASA van fer conferències i excursions durant els anys seixanta i principis dels setanta per ensenyar als astronautes els fonaments de la geologia terrestre i lunar. Les excursions van incloure excursions al Gran Canyó per demostrar el desenvolupament de l'estructura geològica al llarg del temps; Lowell Observatory (Flagstaff), Kitt Peak National Observatory (Tucson) i Naval Observatory Flagstaff Station, NOFS (Flagstaff); Meteor Crater a l'est de Flagstaff; i el con de cendres Sunset Crater i colades de lava properes a la zona de Flagstaff. Aquesta formació era essencial per donar als astronautes de les habilitats i la comprensió per fer observacions sobre el que anaven a veure a la superfície lunar i per recollir mostres per al seu posterior estudi posterior a la Terra.
Els camps volcànics al voltant de Flagstaff han demostrat ser particularment útils per provar equips i entrenar astronautes. Les càmeres previstes per al seu ús en el projecte Surveyor es van provar al Bonito Flow al parc nacional Sunset Crater perquè el flux de lava semblava similar als fluxos a la superfície lunar. Es va crear un camp de cràters d'impacte artificial al camp volcànic Cinder Lakes, prop de Flagstaff, per crear una superfície similar al primer lloc d'aterratge americà tripulat proposat a la Lluna.
Jack Schmitt es va unir a l'equip d'astrogeologia com a geòleg al Centre de Ciències de Flagstaff el 1964, després d'haver obtingut recentment un doctorat a la Universitat Harvard. A més d'ajudar en el mapatge geològic de la Lluna, va dirigir el projecte de mètodes geològics del camp lunar. Quan la NASA va anunciar un reclutament especial per a científics-astronautes a finals de 1964, Schmitt es va presentar. De més de 1.000 sol·licitants, se n'han escollit sis. D'aquests sis, Joe Kerwin, Owen Garriott i Edward Gibson volarien a les missions Skylab el 1973 i 1974, i Schmitt aniria a la Lluna en la missió Apollo 17.

## Astrogeologia hui
Hui, la missió del Centre de Ciències de l'Astrogeologia de l'USGS és per servir els EUA, la comunitat científica planetària internacional, i la recerca del gran públic per un nou coneixement del nostre sistema solar mitjançant:
- La realització d'investigacions fonamentals i innovadores que avancin en els camps de la cartografia planetària, la geociència i la teledetecció.
- Desenvolupament de programari i tècniques d'última generació per a l'anàlisi científica i cartogràfica de dades de teledetecció planetària.
- La participació en la planificació i operació col·laborativa de missions d'exploració espacial.
- La producció cartogràfica precisa, reconeguda internacionalment com a referent.
- L'establiment d'arxius de dades i estàndards de mapatge que afavoreixin la coherència internacional.
- L'arxiu i distribució de dades i productes per a un accés eficient a través de la tecnologia moderna.

El Centre de Ciències de l'Astrogeologia de l'USGS participa en totes les fases de les missions de vols espacials a través del sistema solar. Això inclou proporcionar aportacions científiques per a la planificació de la missió, crear productes de dades geoespacials fonamentals, subministrar mapes i caracterització del lloc d'aterratge, operacions tàctiques de rovers i orbitadors i garantir l'accessibilitat a llarg termini de les dades retornades d'aquestes missions.
Entre les missions espacials històriques, recents, en curs i futures que impliquen el Programa de Recerca en Astrogeologia de l'USGS hi ha:
- Lunar Reconnaissance Orbiter
- Mars Reconnaissance Orbiter
- Cassini-Huygens Mission to Saturn
- Mars Exploration Rover Mission
- Mars Odyssey
- Clementine (lunar orbiter)
- Lunar Orbiter program
- Voyager
- Galileo (orbiting Jupiter)
- Mariner 10[cal citació]
- Mars Pathfinder
- Mars Global Surveyor[cal citació]
- Mars Observer, Mars Polar Lander, and Mars Climate Orbiter[cal citació]
- Mars Science Laboratory
- Deep Space 1[cal citació]
- Lunar Prospector[cal citació]
- NEAR Shoemaker (Near-Earth Asteroid Rendezvous)[cal citació]
- Magellan (Venus radar-mapping orbiter)